# ليونغ هينغ كيت
ليونغ هينغ كيت (بالصينية: 梁興傑) (22 أكتوبر 1989 بهونغ كونغ البريطانية في المملكة المتحدة - ) هو مدرب كرة قدم ولاعب كرة قدم صيني في مركز حراسة المرمى. شارك مع منتخب هونغ كونغ تحت 23 سنة لكرة القدم ومنتخب هونغ كونغ لكرة القدم. أما مع النوادي، فقد لعب مع نادي جنوب الصين وهونغ كونغ رينجرز وHong Kong 08 ‏.

## وصلات خارجية
- ليونغ هينغ كيت على موقع قاعدة بيانات كرة القدم.إي يو (الإنجليزية)
- ليونغ هينغ كيت على موقع Soccerway.com (الإنجليزية)